# Пјана Озенто (Кјети)
Пјана Озенто (итал. Piana Osento) је насеље у Италији у округу Кјети, региону Абруцо.
Према процени из 2011. у насељу је живело 22 становника. Насеље се налази на надморској висини од 236 м.